# Setiajaya
Setiajaya is een bestuurslaag in het regentschap Bekasi van de provincie West-Java, Indonesië. Setiajaya telt 4368 inwoners (volkstelling 2010).